# Jördenstorf
Jördenstorf ist eine Gemeinde im Osten des Landkreises Rostock in Mecklenburg-Vorpommern (Deutschland). Die Gemeinde wird vom Amt Mecklenburgische Schweiz mit Sitz in der nicht amtsangehörigen Stadt Teterow verwaltet. In der Gemeinde selbst befindet sich eine Verwaltungsstelle als Außenstelle des Amtes.

## Geografie
Die Gemeinde Jördenstorf nördlich der Mecklenburgischen Schweiz liegt zwischen den Städten Teterow und Gnoien. Das Gemeindegebiet umfasst einen Teil des oberen Peenetals (Ortsteil Klein Markow) sowie den Endmoränenbereich, der sich parallel zur Peene hinzieht. Die höchste Erhebung erreicht 53 m über NN.
Umgeben wird Jördenstorf von den Nachbargemeinden Schwasdorf im Norden, Altkalen im Osten, Lelkendorf im Südosten, Alt Sührkow im Süden, Sukow-Levitzow im Südwesten sowie Groß Wüstenfelde im Westen.

### Ortsteile
Zu Jördenstorf gehören die Ortsteile Gehmkendorf, Klein Markow, Klein Wüstenfelde, Klenz und Schrödershof. Klein Markow liegt im Naturpark Mecklenburgische Schweiz und Kummerower See.

## Geschichte
Jördenstorf wurde erstmals 1304 in einer Urkunde erwähnt. Die Dorfkirche Jördenstorf stammt aus der Mitte des 13. Jahrhunderts. Den westlichen Abschluss der Kirche bildet der wohl im 15. Jahrhundert entstandene Backsteinturm mit einem zurückgesetzten, jüngeren Fachwerkaufsatz und Zeltdach.
Durch die Lage an der Kreuzung wichtiger regionaler Straßen wurde Jördenstorf für die umliegenden Gemeinden zu einem kleinen Zentrum, ist Standort der Schule (inkl. einer Berufsschule für Landwirte), einer Kindertagesstätte, des Jugendclubs sowie von Einkaufsmöglichkeiten und mehreren Arztpraxen. Neben dem örtlichen Sportverein gibt es einen Carnevalsclub.

Der Theologe und Rechtswissenschaftler Ernst Johann Friedrich Mantzel (1699–1768) sowie der Kunsthistoriker Ernst Steinmann (1866–1934) wurden in Jördenstorf geboren.
Am 1. Juli 1950 wurden die bis dahin eigenständigen Gemeinden Schlackendorf und Schrödershof eingegliedert. Am 1. Januar 1951 kam Gehmkendorf hinzu.
Klenz und das Gut wurden 1314 erwähnt. Das Gut  befand sich über 400 Jahre im Besitz der Familie Levetzow, seit 1796 der Familie Hahn auf Remplin. 1816 kaufte nach dem Konkurs von Hahn der Geheime Finanzrat Israel Jacobson Gut Klenz, Gehmkendorf und Klein Markow. Es war nur durch die kurz währende Gleichstellung der Juden von 1813 bis 1817 für diese möglich geworden, Besitz zu erwerben. Jacobson kämpfte für eine Reform des jüdischen Gottesdienstes und setzte sich für die Bildung von armen jüdischen Knaben ein, indem er in Seesen/Harz eine Schule gründete, die hohe Anerkennung fand. 1872 kaufte Carl von Treuenfels das Gut und baute das bestehende Gutshaus. Die Familie Treuenfels behielt es bis 1945.
Schrödershof wurde nach dem Hofbesitzer (ab 1803) Heinrich Christoph Schroeder benannt. Das abgerissene Gutshaus wurde 1868 für seinen Enkel Anton Schröder (1826–1882) erbaut, das bestehende Stallgebäude mit  Krüppelwalm und mittigem Zwerchgiebel 1914. 1935 wurde Schrödershof in fünf Höfe aufgesiedelt.

## Sehenswürdigkeiten

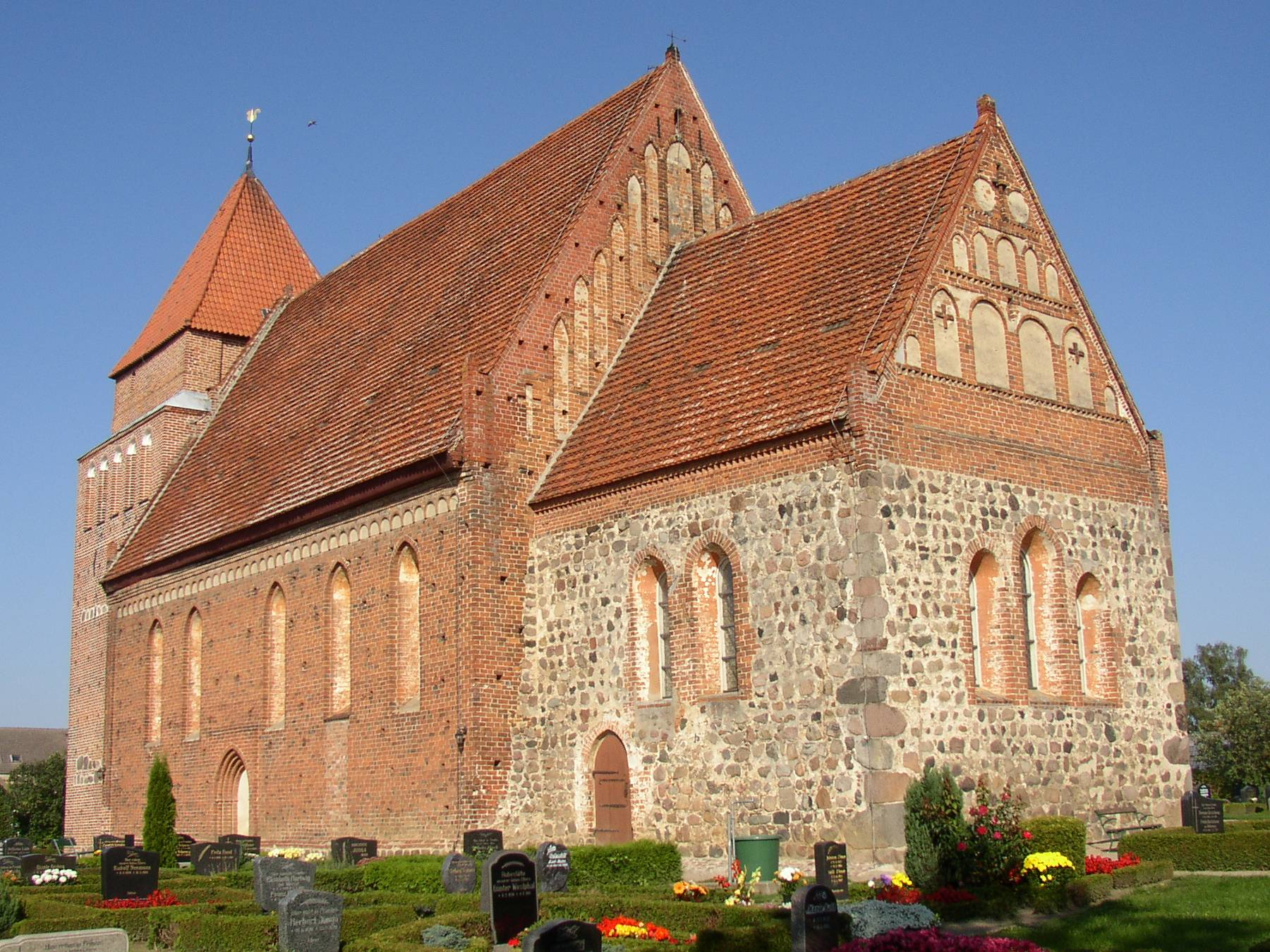
Kirche Jördenstorf

- Die Dorfkirche Jördenstorf wurde in mehreren Abschnitten zwischen dem 13. und dem 15. Jahrhundert zu ihrer heutigen Größe ausgebaut. Im Inneren besitzt die Kirche zahlreiche Kunstschätze.
- Gutshaus Klenz: Zweigeschossiger, 13-achsiger Ziegelbau aus dem 19. Jahrhundert mit Mittelrisalit sowie Gutsanlage.
- Ginkgobaum in Schrödershof
- Göpelwerk in  Klein Markow

## Verkehrsanbindung
In der Gemeinde Jördenstorf kreuzen sich die Verbindungsstraßen von Teterow nach Gnoien und von Güstrow bzw. Laage nach Dargun bzw. Demmin. Vom 13 km entfernten Teterow bestehen Bundesstraßen-Verbindungen in alle Richtungen. In Teterow befindet sich auch der nächstgelegene Bahnhof an der Strecke Lübeck–Stettin, nachdem die Strecke aus Gnoien, an der der Ortsteil Schrödershof lag, 1997 stillgelegt worden war.